# 沙田墟

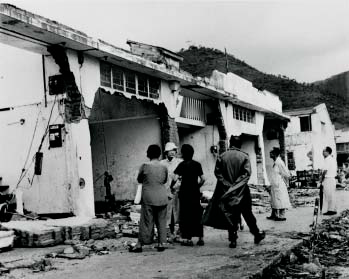
1962年の台風「ワンダ」によって沙田区全体が甚大な被害を受け、多くの住民が被災した。写真は当該地区の住宅が損壊した様子を写したもの。

沙田墟（さでんきょ/サーティンきょ、イェール式広東語: Sā tìhn hēui、英語: Sha Tin Hui）は、かつて現在の香港新界沙田区沙田市中心に存在した市集である。1950年代に九広鉄路沙田駅駅前に開発されたが、1962年の台風「ワンダ」により大きな被害を受けた。1970年代末から沙田ニュータウンの開発計画に伴い立ち退きが進められ、1980年には全ての建物が解体された。跡地には新城市広場が建設された。

## 歴史

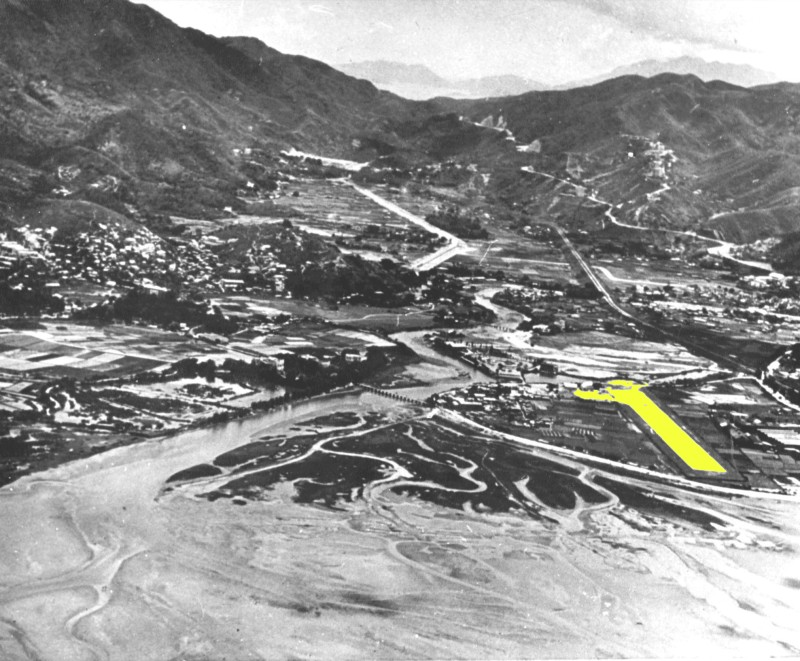
第二次世界大戦後、イギリス植民地政府が沙田墟近傍に建設した沙田軍用飛行場。黄色の部分はその滑走路

戦前の沙田には墟市がなく、沙田の村人たちは多くが徒歩で大埔墟まで生活物資を調達しに行っていた。当時の山道は、おおよそ現在の大埔公路から碗窰、泮涌へと続く経路と同様であり、時には渡船が利用された。また、健脚の者は、薪を担いで九龍城まで歩いて売りに行く者もいた。
1920年代末期、オーストラリアに渡っていた華僑商人の劉希成が、九広鉄路沙田駅の外に広がる広大な鹹水田を買い取ったが、特に開発はされなかった。この頃香港では都市部人口の過密化が問題となっており、1935年に香港政庁は房屋委員会（英語: Housing Commission）を設立し、住宅問題および人口過密の対策について協議を開始した。1938年には、房屋委員会秘書官であったW.H. オーウェンが、新界の沙田・荃湾・元朗・大埔などの地域にニュータウンを建設し、市街地の過密人口を分散させることを提案した。翌1939年、政庁は「城市規劃条例（第131章）（英語: Town Planning Ordinance）」を通過させ、庶民向け住宅地として新界のニュータウン開発を計画したが、1941年に日本軍による香港占領が始まったことで計画は中断された。
第二次世界大戦後の香港重光後、中国大陸では第二次国共内戦が勃発し、1949年には中華人民共和国が建国される。こうした状況を受け、同年イギリス政府は白鶴丁村に、イギリス陸軍航空隊の第20独立航空偵察隊が駐留する沙田飛行場を建設した。
また、中国大陸の大半が人民解放軍に占領されると多くの住民がイギリス領香港へ移住してきた。劉希成の息子劉瑞は、九広鉄路沙田駅に近いほどこの農地の需要を見込み、翌1950年に政庁に対して土地用途の変更を申請し、住宅開発を進めた。1956年には沙田墟が全面完成し、3階建ての建物が125棟建設され、1棟あたり7000香港ドルで販売された。
この市街地は「沙田新市」とも呼ばれ、約15万平方フィートの敷地を有し、正街、第一街、第二街、第三街、第四街の5本の通りから成っていた。沙田墟の建物はすべて一階が店舗、上階が住宅となっていたためあらゆる種類の店や商品が揃っており、市内の店舗は主に雑貨店、飲食店のほか、さらに沙田で初めての映画館や郵便局など、近代的な地域施設も数多く置かれた。沙田墟の前面には沙田海が広がり、また沙田画舫が停泊しており、当時の名所の一つであった上、1938年創業の龍華酒店の鳩料理をはじめ、鶏粥などの美食でも知られたことで、地元住民の生活雑貨の購入のみならず、外来の観光客も訪れる場所として発展した。
1962年、台風「ワンダ」が香港を襲い、吐露港の海水が逆流したことで沙田は甚大な被害を受けた。沙田墟の建物は深刻な損傷を受け、山側に住んでいた一部の幸運な住民や火炭山のふもとに避難できた者を除き、特に海岸近くの住民や船上生活者の大多数が、吐露港からの嵐の高潮に巻き込まれて死亡または行方不明となった。海上の船舶も沙田に打ち上げられた。沙田駅は2フィートの浸水被害を受け、隣接する白鶴丁村の沙田飛行場および聯泰紗廠などの低地では、白鶴汀の堤防が複数箇所で決壊し、海水が流れ込み甚大な損害が発生した。この被害を受けて英軍は飛行場の撤退を決め、跡地はレンタサイクルの露店に占用された。
1970年代末から香港政庁は沙田ニュータウンの開発計画を進め、沙田墟の土地を沙田市中心として開発すべく土地の回収を進めた。1976年6月16日、大埔公路（現在の大埔公路－沙田段）拡張に伴い沙田墟の店舖28軒が取り壊され、1978年8月25日には深夜に発生した大火で317名が住居を失った。そして1980年3月4日、沙田墟に残っていた全ての店舖が解体された。
沙田墟の跡地にはショッピングセンターの新城市広場が建設された。注目すべき点として、九龍バスは1970年代から1984年に「沙田街市」へと改称されるまで、沙田市中心バスターミナルを起終点とする路線表示に「沙田墟」という名称を使用し続けていた。

## 商店
以下の沙田墟の商号は、瀝源邨落成後に同邨へ移転した：
- 盛記麺家
- 藝林紙号（瀝源邨へ移転後藝林文具に改名）
- 合成傢俬